# Kiço Mustaqi
Kiço Mustaqi (ur. 22 marca 1938 we wsi Pecë k. Delviny, zm. 24 stycznia 2019) – albański polityk i wojskowy, minister obrony w latach 1990–1991.

## Życiorys
Pochodził z ubogiej rodziny chłopskiej, w wieku 13 lat opuścił dom rodzinny i podjął pracę zarobkową. Ukończył technikum petrochemiczne w Kuçovej, pracując jednocześnie w kombinacie petrochemicznym. W 1960 rozpoczął naukę w Akademii Wojskowej w Tiranie, którą ukończył w 1964. Po uzyskaniu stopnia oficerskiego służył jako dowódca plutonu w garnizonie tirańskim, a następnie w Tropoi. W 1968 został mianowany komendantem 6 brygady uderzeniowej stacjonującej w tym mieście. W 1969 został komendantem 30 brygady piechoty stacjonującej w Vau i Dejës. W 1976 objął dowództwo Korpusu Obrony Wybrzeża. Od 1979 kierował wydziałem operacyjnym w ministerstwie. Od 1982 w randze wiceministra pełnił funkcję szefa sztabu głównego Armii Albańskiej, a w 1990 stanął na czele resortu obrony. W 1991 podał się do dymisji i pełnił funkcję inspektora w ministerstwie. W 1993 przeszedł na emeryturę. W 1996 był sądzony in absentia w związku z wydaniem 22 lutego 1991 rozkazu strzelania do demonstrujących studentów akademii wojskowej w Tiranie i skazany na 5 lat więzienia. W 1994 po przejściu na emeryturę wyemigrował z kraju i osiedlił się w Atenach, gdzie pracował w firmie zajmującej się ochroną mienia. Powrócił do Albanii w 2010.
W latach 1977–1992 deputowany do Zgromadzenia Ludowego, jako przedstawiciel Albańskiej Partii Pracy. W latach 1986–1990 był kandydatem na członka Biura Politycznego APP, w latach 1990–1991 uzyskał pełne członkostwo.
Odznaczony Orderem Skanderbega II klasy.